# World Games 2017
| Platz                          | Land                | G  | S  | B  | Gesamt |
| ------------------------------ | ------------------- | -- | -- | -- | ------ |
| 01                             | Russland            | 28 | 21 | 14 | 63     |
| 02                             | Deutschland         | 18 | 10 | 14 | 42     |
| 03                             | Italien             | 16 | 13 | 13 | 42     |
| 04                             | Frankreich          | 14 | 14 | 15 | 43     |
| 05                             | Ukraine             | 10 | 7  | 8  | 25     |
| 06                             | Kolumbien           | 9  | 10 | 2  | 21     |
| 07                             | Japan               | 9  | 6  | 7  | 22     |
| 08                             | Volksrepublik China | 8  | 7  | 5  | 20     |
| 09                             | Belgien             | 7  | 9  | 8  | 24     |
| 10                             | Vereinigte Staaten  | 6  | 11 | 5  | 22     |
| Vollständiger Medaillenspiegel |                     |    |    |    |        |

Die 10. World Games fanden vom 20. bis 30. Juli 2017 im polnischen Breslau statt. Zum ersten Mal seit 2005 wurden die World Games damit wieder in Europa ausgetragen.

## Bewerbung
Vier Kandidaten bekundeten zunächst ihr Interesse, die zehnten World Games auszutragen. Nachdem die italienische Stadt Genua ihre Bewerbung zurückzog, standen im August 2011 noch drei Bewerber zur Wahl.
- Budapest
- Kapstadt
- Breslau

## Wettkampfstätten

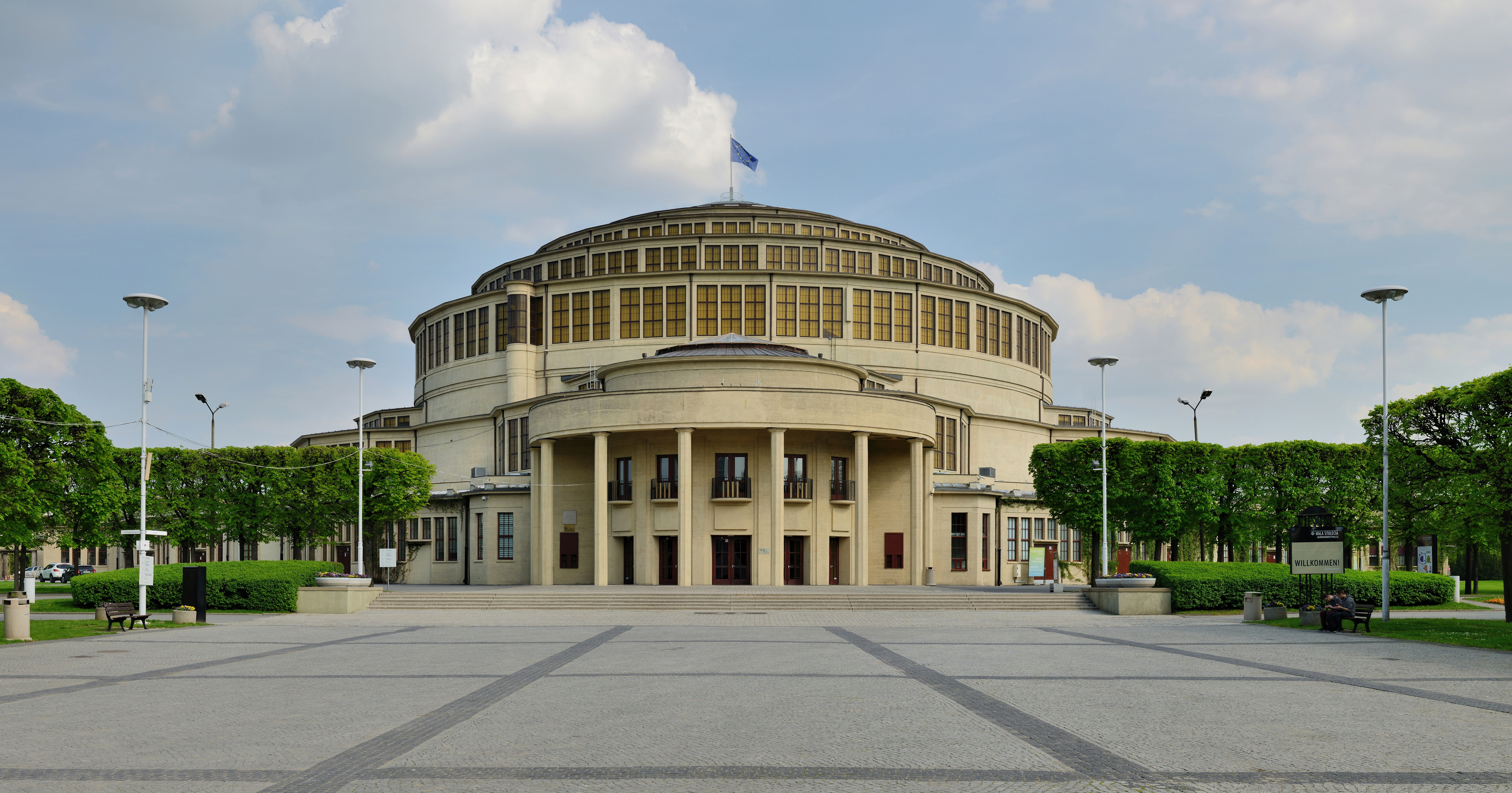
Jahrhunderthalle

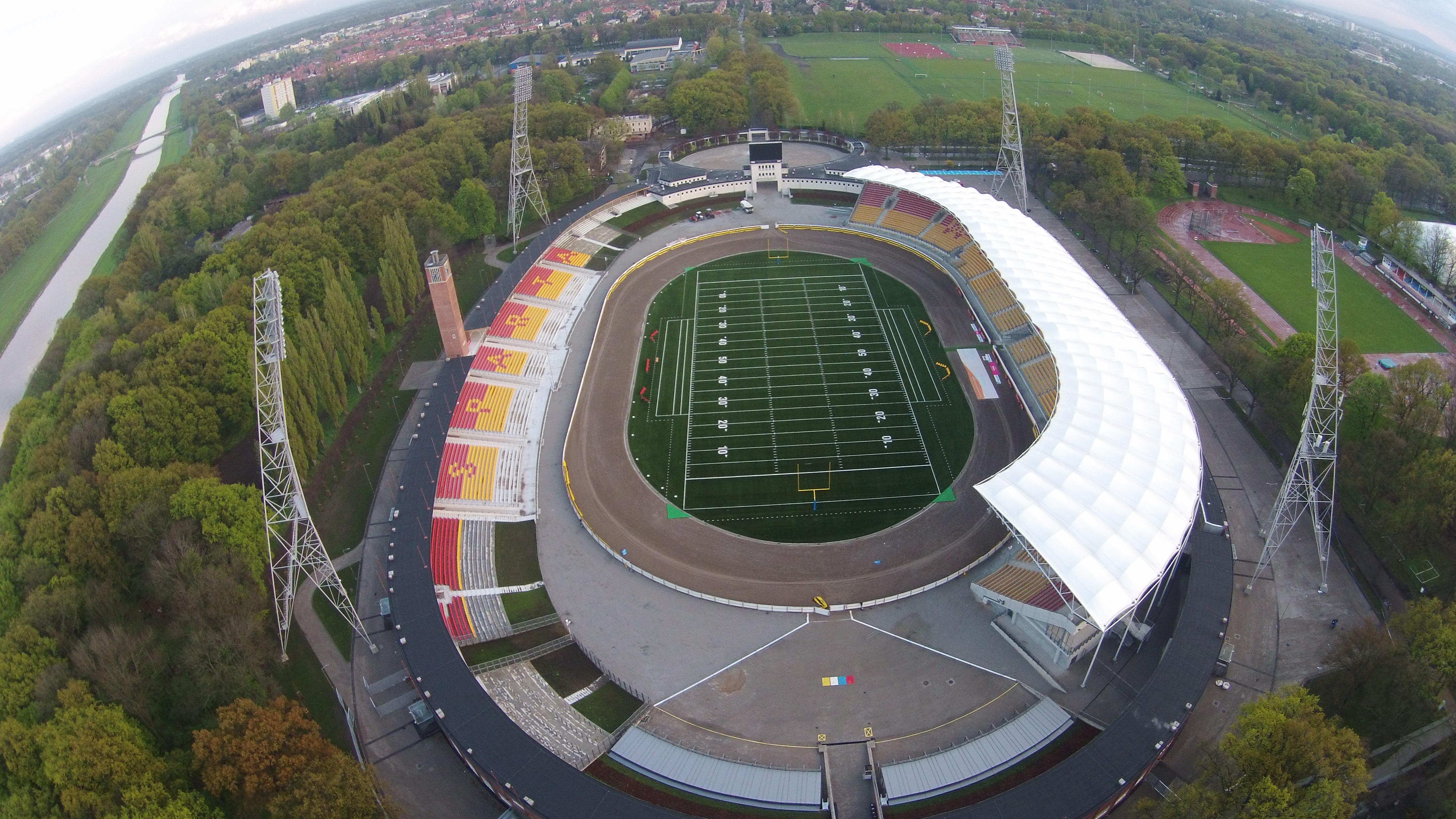
Olympiastadion Breslau

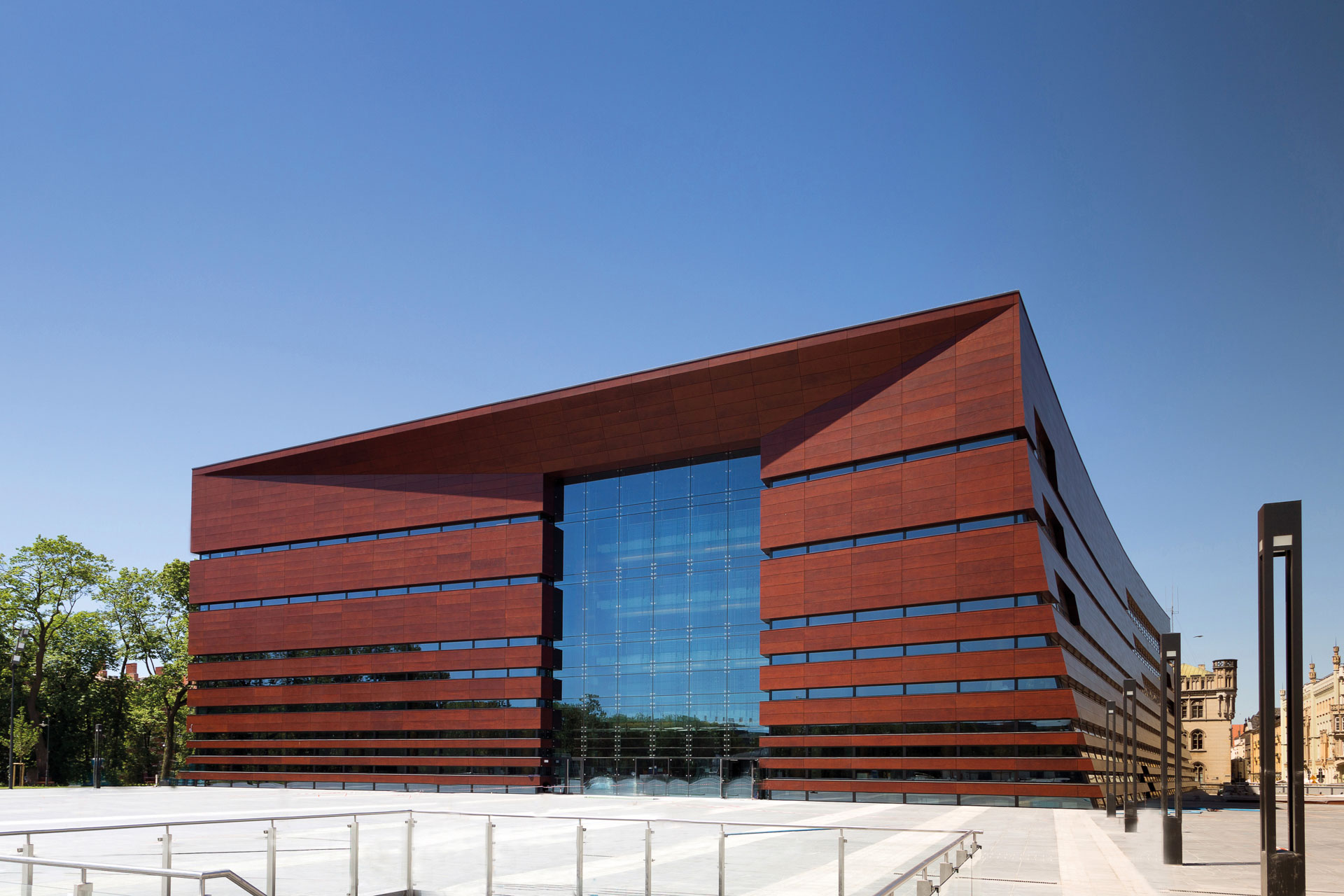
Außenansicht des Nationalen Forums für Musik

Die meisten Anlagen waren drei verschiedenen Gebieten innerhalb von Breslau zugeordnet (Cluster), der Central Cluster (Breslauer Innenstadt), der East Cluster (Breslauer Osten) und der West Cluster (Breslauer Westen). Darüber hinaus gab es einige Anlagen außerhalb Breslaus. Insgesamt gab es 26 verschiedene Wettkampfstätten. Die Eröffnungsfeier wurde im Stadion Miejski ausgetragen, die Schlussfeier fand im Nationalen Forum für Musik statt.
Central Cluster (Breslauer Innenstadt)
- Nationales Forum für Musik für Kraftdreikampf
- Neumarkt für Orientierungslauf und Sportklettern
- Sky Tower für Bowling
- Hasta la Vista Sport Club für Squash

East Cluster (Breslauer Osten)
- Jahrhunderthalle für Aerobic, Tanzen, Trampolinturnen und Rhythmische Sportgymnastik
- Breslauer Kongresscenter (an der Jahrhunderthalle) für Billard
- Centennial Hall – Pergola (Pergola und Parkanlage an der Jahrhunderthalle) für Feldbogenschießen, Boules und Orientierungslauf
- Olympiastadion Breslau für American Football und Speedway
- Oławka Stadion für Faustball und Lacrosse
- Sport Complex GEM für Jiu Jitsu und Karate
- WKK Sport Center für Korfball und Unihockey
- P5 Complex für Beachhandball und Ultimate Frisbee
- University Of Physical Education für Tauziehen
- Marsowe Fields für Tauziehen

West Cluster (Breslauer Westen)
- Millennium Park für Inline-Speedskating
- Orbita Hall für Kickboxen, Muay Thai und Sumō
- Orbita Swimming Pool Innenanlage für Flossenschwimmen und Rettungsschwimmen
- Orbita Swimming Pool Außenanlage für Kanupolo
- Stara Odra River (Teilstück der Oder in Breslau) für Wasserski und Wakeboard

Außerhalb Breslaus
- Szymanów, Flugplatz Szymanów für Fallschirmspringen
- Świdnica, Eishalle Świdnica für Inlinehockey und Rollkunstlauf
- Trzebnica, Las Bukowy (Buchenwald) für Orientierungslauf
- Jelcz-Laskowice, Jelcz-Laskowice Sport Complex für Indoor-Rudern

## Sportarten

### Wettkampfsportarten
| Artistik und Tanzsport - Akrobatik - Aerobic - Rollschuhkunstlauf - Tanzen - Rhythmische Sportgymnastik - Trampolinturnen Ballsport - Beachhandball - Faustball - Unihockey - Kanupolo - Korfball - Lacrosse - Squash | Kampfsport - Jiu Jitsu - Karate - Muay Thai - Sumō Präzisionssport - Billard - Dreiband - Poolbillard - Snooker - Feldbogenschießen - Boules - Bowling | Trendsport - Luftsport - Flossenschwimmen - Ultimate Frisbee - Inlinehockey - Rettungsschwimmen - Orientierungslauf - Inline-Speedskating - Sportklettern - Wasserski (mit Wakeboard) Kraftsport - Kraftdreikampf - Tauziehen |

### Einladungssportarten
Neben den Wettkampfsportarten waren auch vier Einladungssportarten Teil der zehnten World Games.
- American Football
- Kickboxing
- Rowing (indoor)
- Speedway

## Teilnehmende Nationen
Insgesamt nahmen 3.214 Athleten und Athletinnen aus 102 Nationen an den World Games 2017 teil. (In Klammern steht die Anzahl der teilnehmenden Athleten):
| Europa (41 Länder) | Europa (41 Länder) | Europa (41 Länder) |
| --- | --- | --- |
| - Belarus (22) - Belgien (69) - Bosnien und Herzegowina (2) - Bulgarien (8) - Dänemark (29) - Deutschland (190) - Estland (7) - Finnland (32) - Frankreich (183) - Georgien (4) - Griechenland (11) - Großbritannien (104) - Irland (24) - Island (1) | - Italien (122) - Kroatien (25) - Lettland (8) - Litauen (4) - Malta (4) - Moldau (8) - Monaco (2) - Montenegro (4) - Niederlande (82) - Norwegen (26) - Österreich (43) - Polen (293) (Gastgeber) - Portugal (21) - Rumänien (19) | - Russland (132) - San Marino (2) - Schweden (63) - Schweiz (93) - Serbien (8) - Slowakei (14) - Slowenien (16) - Spanien (72) - Tschechien (64) - Türkei (13) - Ungarn (57) - Ukraine (77) - Zypern (1) |
| Amerika (18 Länder) | | |
| - Argentinien (43) - Brasilien (76) - Britische Jungferninseln (1) - Chile (26) - Costa Rica (1) - Dominikanische Republik (3) | - Ecuador (13) - El Salvador (1) - Guatemala (1) - Kanada (78) - Kolumbien (50) - Mexiko (21) | - Nicaragua (1) - Peru (9) - Puerto Rico (2) - Uruguay (12) - Venezuela (19) - Vereinigte Staaten (190)                                                                                                  |
| Asien (28 Länder) | | |
| - Aserbaidschan (6) - Volksrepublik China (92) - Chinesisch Taipeh (68) - Hongkong (8) - Indien (4) - Indonesien (1) - Irak (1) - Iran (18) - Israel (19) - Japan (96)                                                                                | - Jordanien (5) - Kasachstan (15) - Katar (10) - Kirgisistan (4) - Libanon (4) - Malaysia (8) - Mongolei (16) - Pakistan (3) - Philippinen (4) - Saudi-Arabien (1)                                                                 | - Singapur (4) - Südkorea (42) - Tadschikistan (1) - Thailand (22) - Turkmenistan (3) - Usbekistan (1) - Vereinigte Arabische Emirate (6) - Vietnam (6)                                                  |
| Afrika (12 Länder) | | |
| - Ägypten (25) - Algerien (7) - Äthiopien (1) - Elfenbeinküste (1) | - Madagaskar (4) - Marokko (14) - Mauritius (3) - Namibia (2) | - Senegal (3) - Südafrika (28) - Tunesien (12) - Uganda (2) |
| Ozeanien (3 Länder) | | |
| - Australien (117) | - Fidschi (1) | - Neuseeland (39) |

## Wettkampfprogramm
Legende zum nachfolgend dargestellten Wettkampfprogramm:
|  | Eröffnungs- und Abschlusszeremonie |  | Qualifikationswettkämpfe | ? | Finalentscheidungen |

Letzte Spalte: Gesamtanzahl der Entscheidungen in den einzelnen Sportarten
| Zeitplan der World Games (mit Anzahl der Entscheidungen) | Zeitplan der World Games (mit Anzahl der Entscheidungen) | Zeitplan der World Games (mit Anzahl der Entscheidungen) | Zeitplan der World Games (mit Anzahl der Entscheidungen) | Zeitplan der World Games (mit Anzahl der Entscheidungen) | Zeitplan der World Games (mit Anzahl der Entscheidungen) | Zeitplan der World Games (mit Anzahl der Entscheidungen) | Zeitplan der World Games (mit Anzahl der Entscheidungen) | Zeitplan der World Games (mit Anzahl der Entscheidungen) | Zeitplan der World Games (mit Anzahl der Entscheidungen) | Zeitplan der World Games (mit Anzahl der Entscheidungen) | Zeitplan der World Games (mit Anzahl der Entscheidungen) | Zeitplan der World Games (mit Anzahl der Entscheidungen) |
|                                                          | Do                                                       | Fr                                                       | Sa                                                       | So                                                       | Mo                                                       | Di                                                       | Mi                                                       | Do                                                       | Fr                                                       | Sa                                                       | So                                                       | Gesamt                                                   |
| Juli                                                     | 20.                                                      | 21.                                                      | 22.                                                      | 23.                                                      | 24.                                                      | 25.                                                      | 26.                                                      | 27.                                                      | 28.                                                      | 29.                                                      | 30.                                                      |                                                          |
| -------------------------------------------------------- | -------------------------------------------------------- | -------------------------------------------------------- | -------------------------------------------------------- | -------------------------------------------------------- | -------------------------------------------------------- | -------------------------------------------------------- | -------------------------------------------------------- | -------------------------------------------------------- | -------------------------------------------------------- | -------------------------------------------------------- | -------------------------------------------------------- | -------------------------------------------------------- |
| Eröffnung                                                |                                                          |                                                          |                                                          |                                                          |                                                          |                                                          |                                                          |                                                          |                                                          |                                                          |                                                          |                                                          |
| Aerobic                                                  |                                                          | 2                                                        | 3                                                        |                                                          |                                                          |                                                          |                                                          |                                                          |                                                          |                                                          |                                                          | 5                                                        |
| Akrobatik                                                |                                                          |                                                          |                                                          |                                                          | 2                                                        | 2                                                        | 1                                                        |                                                          |                                                          |                                                          |                                                          | 5                                                        |
| American Football                                        |                                                          |                                                          |                                                          |                                                          | 1                                                        |                                                          |                                                          |                                                          |                                                          |                                                          |                                                          | 1                                                        |
| Beachhandball                                            |                                                          |                                                          |                                                          |                                                          |                                                          |                                                          |                                                          |                                                          |                                                          | 2                                                        |                                                          | 2                                                        |
| Billard                                                  |                                                          |                                                          |                                                          |                                                          |                                                          |                                                          |                                                          |                                                          |                                                          | 1                                                        | 3                                                        | 4                                                        |
| Feldbogenschießen                                        |                                                          |                                                          |                                                          |                                                          |                                                          | 2                                                        |                                                          |                                                          | 2                                                        |                                                          | 3                                                        | 7                                                        |
| Boules                                                   |                                                          |                                                          | 2                                                        |                                                          | 8                                                        |                                                          |                                                          |                                                          |                                                          |                                                          |                                                          | 10                                                       |
| Bowling                                                  |                                                          | 1                                                        | 1                                                        | 1                                                        | 1                                                        |                                                          |                                                          |                                                          |                                                          |                                                          |                                                          | 4                                                        |
| Faustball                                                |                                                          |                                                          |                                                          |                                                          |                                                          | 1                                                        |                                                          |                                                          |                                                          |                                                          |                                                          | 1                                                        |
| Flossenschwimmen                                         |                                                          | 7                                                        | 7                                                        |                                                          |                                                          |                                                          |                                                          |                                                          |                                                          |                                                          |                                                          | 14                                                       |
| Indoor-Rudern                                            |                                                          |                                                          |                                                          |                                                          |                                                          |                                                          | 4                                                        | 2                                                        |                                                          |                                                          |                                                          | 6                                                        |
| Inlinehockey                                             |                                                          |                                                          |                                                          |                                                          |                                                          |                                                          |                                                          |                                                          |                                                          | 1                                                        |                                                          | 1                                                        |
| Inline-Speedskating                                      |                                                          | 2                                                        | 4                                                        | 4                                                        | 4                                                        | 4                                                        |                                                          |                                                          |                                                          |                                                          |                                                          | 18                                                       |
| Jiu Jitsu                                                |                                                          |                                                          |                                                          |                                                          |                                                          |                                                          |                                                          |                                                          | 12                                                       | 10                                                       |                                                          | 22                                                       |
| Kanupolo                                                 |                                                          |                                                          |                                                          |                                                          |                                                          |                                                          |                                                          |                                                          |                                                          |                                                          | 2                                                        | 2                                                        |
| Karate                                                   |                                                          |                                                          |                                                          |                                                          |                                                          | 6                                                        | 6                                                        |                                                          |                                                          |                                                          |                                                          | 12                                                       |
| Kickboxen                                                |                                                          |                                                          |                                                          |                                                          |                                                          |                                                          |                                                          | 12                                                       |                                                          |                                                          |                                                          | 12                                                       |
| Korfball                                                 |                                                          |                                                          |                                                          |                                                          |                                                          | 1                                                        |                                                          |                                                          |                                                          |                                                          |                                                          | 1                                                        |
| Kraftdreikampf                                           |                                                          |                                                          |                                                          |                                                          | 3                                                        | 3                                                        | 2                                                        |                                                          |                                                          |                                                          |                                                          | 8                                                        |
| Lacrosse                                                 |                                                          |                                                          |                                                          |                                                          |                                                          |                                                          |                                                          |                                                          |                                                          |                                                          | 1                                                        | 1                                                        |
| Luftsport                                                |                                                          |                                                          | 1                                                        | 2                                                        |                                                          |                                                          |                                                          |                                                          |                                                          |                                                          |                                                          | 3                                                        |
| Muay Thai                                                |                                                          |                                                          |                                                          |                                                          |                                                          |                                                          |                                                          |                                                          |                                                          |                                                          | 11                                                       | 11                                                       |
| Orientierungslauf                                        |                                                          |                                                          |                                                          |                                                          |                                                          | 2                                                        | 2                                                        | 1                                                        |                                                          |                                                          |                                                          | 5                                                        |
| Rettungsschwimmen                                        |                                                          | 8                                                        | 8                                                        |                                                          |                                                          |                                                          |                                                          |                                                          |                                                          |                                                          |                                                          | 16                                                       |
| Rhythmische Sportgymnastik                               |                                                          | 2                                                        | 2                                                        |                                                          |                                                          |                                                          |                                                          |                                                          |                                                          |                                                          |                                                          | 4                                                        |
| Rollschuhkunstlauf                                       |                                                          |                                                          |                                                          | 4                                                        |                                                          |                                                          |                                                          |                                                          |                                                          |                                                          |                                                          | 4                                                        |
| Speedway                                                 |                                                          |                                                          |                                                          |                                                          |                                                          |                                                          |                                                          |                                                          |                                                          | 1                                                        |                                                          | 1                                                        |
| Sportklettern                                            |                                                          | 2                                                        | 2                                                        | 2                                                        |                                                          |                                                          |                                                          |                                                          |                                                          |                                                          |                                                          | 6                                                        |
| Squash                                                   |                                                          |                                                          |                                                          |                                                          |                                                          |                                                          |                                                          |                                                          | 2                                                        |                                                          |                                                          | 2                                                        |
| Sumō                                                     |                                                          |                                                          | 6                                                        | 2                                                        |                                                          |                                                          |                                                          |                                                          |                                                          |                                                          |                                                          | 8                                                        |
| Tanzen                                                   |                                                          |                                                          |                                                          |                                                          |                                                          |                                                          |                                                          |                                                          | 2                                                        | 2                                                        |                                                          | 4                                                        |
| Tauziehen                                                |                                                          |                                                          |                                                          |                                                          |                                                          |                                                          |                                                          |                                                          |                                                          | 2                                                        | 1                                                        | 3                                                        |
| Trampolinturnen                                          |                                                          |                                                          |                                                          |                                                          | 1                                                        | 2                                                        | 3                                                        |                                                          |                                                          |                                                          |                                                          | 6                                                        |
| Ultimate Frisbee                                         |                                                          |                                                          |                                                          | 1                                                        |                                                          |                                                          |                                                          |                                                          |                                                          |                                                          |                                                          | 1                                                        |
| Unihockey                                                |                                                          |                                                          |                                                          |                                                          |                                                          |                                                          |                                                          |                                                          |                                                          |                                                          | 1                                                        | 1                                                        |
| Wasserski                                                |                                                          |                                                          |                                                          |                                                          |                                                          |                                                          | 4                                                        | 4                                                        |                                                          |                                                          |                                                          | 8                                                        |
| Abschluss                                                |                                                          |                                                          |                                                          |                                                          |                                                          |                                                          |                                                          |                                                          |                                                          |                                                          |                                                          |                                                          |
| Medaillenentscheidungen                                  |                                                          | 24                                                       | 36                                                       | 16                                                       | 20                                                       | 23                                                       | 22                                                       | 19                                                       | 18                                                       | 19                                                       | 22                                                       | 219                                                      |
| Juli                                                     | 20.                                                      | 21.                                                      | 22.                                                      | 23.                                                      | 24.                                                      | 25.                                                      | 26.                                                      | 27.                                                      | 28.                                                      | 29.                                                      | 30.                                                      |                                                          |
|                                                          | Do                                                       | Fr                                                       | Sa                                                       | So                                                       | Mo                                                       | Di                                                       | Mi                                                       | Do                                                       | Fr                                                       | Sa                                                       | So                                                       | Gesamt                                                   |

## Berichterstattung
In Deutschland übertrug Sport1 die World Games 2017 im Fernsehen, darunter über 90 Stunden live. Weitere Übertragungen fanden im Livestream oder auf dem Pay-TV-Sender Sport1+ statt. Für die Übertragungen im Free-TV führten im Studio in Ismaning die Moderatoren Sascha Bandermann und Nele Schenker durch die Sendung. Als Kommentatoren waren u. a. Franz Büchner (u. a. Trampolin und Tumbling), Hajo Wolff (u. a. Rettungsschwimmen und Faustball), Uwe Semrau (Beachhandball) und Basti Schwele (u. a. Inline Hockey) im Einsatz. Im Durchschnitt sahen 80.000 Zuschauer die Livesendungen. Die höchste Free-TV-Reichweite der World Games erzielte das Faustball-Finale am 25. Juli zwischen Deutschland und der Schweiz mit knapp 300.000 Zuschauer in der Spitze.